# Tenvik
Tenvik är en småort i Silleruds socken i Årjängs kommun, Värmlands län.